# Tracey Seaward
Tracey Seaward est une productrice de cinéma britannique née le 29 novembre 1964, à Willerby (Angleterre).

## Biographie
Tracey Seaward fait ses études au Hull College (en), puis étudie le cinéma à la Leeds Trinity University (en).
Elle a produit en 2012 la cérémonie d'ouverture des Jeux olympiques d'été de 2012, et notamment de Happy and Glorious, le court métrage au cours duquel la reine Élisabeth II est parachutée au-dessus du stade olympique.

## Filmographie

### Cinéma
- 1994 : Parfum de scandale de John Irvin
- 1995 : Nothing Personal de Thaddeus O'Sullivan
- 1997 : Le Baiser du serpent de Philippe Rousselot
- 2000 : Nora (en) de Pat Murphy
- 2002 : L'Homme de la Riviera de Neil Jordan
- 2002 : Dirty Pretty Things de Stephen Frears
- 2004 : Millions de Danny Boyle
- 2005 : Madame Henderson présente de Stephen Frears
- 2005 : The Constant Gardener de Fernando Meirelles
- 2006 : The Queen de Stephen Frears
- 2007 : Les Promesses de l'ombre de David Cronenberg
- 2009 : Chéri de Stephen Frears
- 2010 : Tamara Drewe de Stephen Frears
- 2011 : Cheval de guerre de Steven Spielberg
- 2013 : Philomena de Stephen Frears
- 2016 : Florence Foster Jenkins de Stephen Frears
- 2017 : Confident Royal (Victoria & Abdul) de Stephen Frears

### Télévision
- 1998 : Babymother (téléfilm)
- 2012 : cérémonie d'ouverture des Jeux olympiques d'été de 2012 de Danny Boyle

## Distinctions

### Récompenses
- BAFTA 2007 : BAFA du meilleur film pour The Queen

### Nominations
- BAFTA 2003 : BAFA du meilleur film britannique pour Dirty Pretty Things
- BAFTA 2007 : BAFA du meilleur film britannique pour The Queen
- Oscars du cinéma 2007 : Oscar du meilleur film pour The Queen
- BAFTA 2014 : BAFA du meilleur film britannique et BAFA du meilleur film pour Philomena
- Oscars du cinéma 2014 : Oscar du meilleur film pour Philomena